# L'Organisation (bande dessinée)
L'Organisation est le premier tome du cycle II de Sir Arthur Benton. Cette série BD d'espionnage est composée de deux cycles,. Le second cycle commence avec la fin de la Seconde Guerre mondiale et le début de la dénazification de l'Allemagne et se termine à la mort de Staline (1945-1953).

## Synopsis
Marchand retrouve Brigitte et Henrich à Londres pour combattre le « danger rouge » en Grèce sous les ordres de... Sir Arthur Benton.

## Autres tomes
1. Le Coup de Prague - 2009
2. La mort de l'Oncle Joe - 2010

## Récompenses
- Nommé au prix historique, Blois 2008

## Expositions
- Paris (Galerie des Arts Graphiques), 2009

### Lien
- Le site de la série